# Return to myself
《Return to myself》是日本女性創作歌手米倉千尋的第13張單曲。2000年7月26日由STARCHILD（King Records旗下公司）發行。

## 概要
《Return to myself》是動畫《六門天外》採選當作動畫主題歌曲使用的單曲。另外，初回盤有附贈同名動畫的卡片。

## 收錄歌曲
所有歌曲由米倉千尋作詞、作曲，勝又隆一編曲。
1. Return to myself
  - 東京電視台電視動畫《六門天外》後半季片頭主題曲
  - 2000年10月發行米倉她的第5張個人專輯《apples（日语：apples）》即使在收錄的歌曲中沒有記載，但有經過重新混音收錄。
  - 後來，單曲版在2004年5月發行米倉她的精選專輯《BEST OF CHIHIROX（日语：BEST OF CHIHIROX）》才第一次正式在專輯收錄。
2. 遠
  - 電影動畫《劇場版 六門天外 ～傳說的火焰龍～》片尾主題曲
  - 後來都在米倉她的第5張個人專輯《apples》、精選專輯《BEST OF CHIHIROX》收錄。
3. Return to myself（instrumental）
4. 遠（instrumental）